# Lipkemera
Lipkemera is een geslacht van kreeftachtigen uit de klasse van de Malacostraca (hogere kreeftachtigen).

## Soorten
- Lipkemera acutidens (Sakai, 1969)
- Lipkemera corallina (Takeda & Marumura, 1997)
- Lipkemera holthuisi Mendoza, 2010
- Lipkemera rufomaculata (Davie, 1993)